# FK Sibir Novosibirsk
El FK Sibir Novosibirsk (rus: ФК «Сибирь» Новосибирск) és un club de futbol rus de la ciutat de Novossibirsk. Sibir significa Sibèria.

## Història
Evolució del nom:
- 1936: Krylia Sovetov Novossibirsk
- 1957: Sibselmash Novossibirsk
- 1969: SETM Novossibirsk
- 1971: Dzerzhinets Novossibirsk
- 1972: Tchkalovets Novossibirsk
- 1992: Tchkalovets-FoKuMiS Novossibirsk
- 1993: Tchkalovets Novossibirsk
- 2000: Tchkalovets-1936 Novossibirsk
- 2006: Sibir Novossibirsk

La seva millor temporada fou el 2010, en la que jugà a primera divisió i fou finalista de copa.